# Monastero di Santa Margherita delle Romite di Cafaggiolo
Il monastero di Santa Margherita delle Romite di Cafaggiolo era un'architettura religiosa di Firenze, situata nell'attuale via degli Alfani, dove oggi si trova palazzo Giugni.

## Storia e descrizione
Si trattava di un cenobio di monache terziarie camaldolesi, dedicato a santa Margherita, detto di "Cafaggiolo" detto dal nome della zona (il "Cafaggio", da un toponimo longobardo che indicava terreni boschivi o destinati al libero pascolo). Le monache erano protette dai frati di Santa Maria degli Angeli, pure camaldolesi, posti dirimpetto in un grande monastero sull'altro lato della strada.
In questo convento visse e morì la beata Paola Lotteringhi, badessa, nel XIV secolo.